# Blue World
Blue World is een lied geschreven door Justin Hayward voor het album The Present van The Moody Blues.

## Lied
Blue World lijkt te verwijzen naar de platenhoes van zowel elpee als de latere single. Ze werden gestoken in een geel-blauwe hoes, waarop ook een persoon een helpende hand uitsteekt naar een ander ("It takes somebody to help somebody"). Beide hoezen gebruikten een schilderij van Maxfield Parrish als basis. In het nummer worden bedoeld of onbedoeld twee titels van andere Moodies-songs gebruikt: (The Voice en Fly Me High). Het nummer begint met een strakke baslijn van John Lodge en dito drumpartij van Graeme Edge. Van een geheel andere orde is de wervelende toetsenpartij van Patrick Moraz, prominent aanwezig in het hele nummer.

## Single
Het werd als opener van het album ongeveer gelijktijdig met het album uitgegeven. Daartoe werd het nummer dat op de elpee 5:20 duurt sterk ingekort tot 3:38. Op de B-kant werden Going Nowhere (Verenigd Koninkrijk, geschreven door Graeme Edge) of Sorry (Verenigde Staten, geschreven door Ray Thomas) geperst, beide afkomstig van het album.
De single haalde in zes weken de 62e plaats in de Billboard Hot 100 en in vijf weken de 35e in de Britse top 50. Alhoewel het in het Verenigde Koninkrijk hun eerste hitnotering was sinds I'm Just a Singer (In a Rock and Roll Band), vond de band het teleurstellend. Het zou leiden tot de inschakeling van een andere muziekproducent dan Pip Williams. In Nederland en België was geen hitnotering voor Blue World weggelegd.